# Niclas Öberg (fotbollsspelare)
Niclas Saeed Öberg, född 13 juni 1980 i Kirseberg, Malmö, är en svensk före detta fotbollsspelare.
Öbergs moderklubb är Kirsebergs IF. Han gjorde sju mål för klubben i division 3 Södra Götaland 2001, samt åtta mål 2002. Till säsongen 2003 gick Öberg över till Superettan-klubben IFK Malmö. Klubben blev dock nedflyttade under året men Öberg fick spela 19 matcher samt gjorde fyra mål. 2004 gjorde han endast ett mål i division 2 Södra Götaland.
Säsongen 2006 återvände Öberg till moderklubben Kirsebergs IF, där han under året gjorde två mål för klubben i division 2. Säsongen 2007 gick Öberg över till Malmö Anadolu BI (MABI), där han under året gjorde 10 mål. Klubben blev uppflyttade till division 1 Södra 2008, där Öberg gjorde sju mål.
Sommaren 2008 värvades Öberg av Superettan-klubben Limhamn Bunkeflo. I debuten den 13 augusti 2008 gjorde han sitt första mål i en 2–0-seger över Degerfors IF. Han hade dock stora skadebekymmer, och spelade endast fem seriematcher under säsongen. Under säsongen 2009 i division 1 spelade Öberg 16 matcher och gjorde fem mål.
Inför säsongen 2010 värvades Öberg av Lunds BK. Han gjorde fem mål under sin första säsong, sex mål under den andra och åtta mål under sin tredje. Under hösten 2012 drog Öberg på sig en korsbandsskada, som gjorde att han missade resten av hösten samt säsongen 2013.